# Нортон (Виргиния)
Нортон — независимый город в Западной Виргинии, расположенный на дальней западной оконечности штата в округе Уайз, штат Вирджиния. По данным переписи 2020 года, население составляло 3687 человек, это делает его наименее густонаселенным городом Вирджинии. Бюро экономического анализа объединяет город Нортон с окружающим округом Уайз для статистических целей.

## История
Первые поселенцы появились в этих местах в конце XVIII века, но долгое время посёлок оставался селом. Изначально поселение назвалось «Равнины Принса» (англ. «Prince’s Flats») по фамилии местного поселенца Уильяма Принса.
Официально образован 26-го февраля 1867 года.
В 1889 году компания Norfolk and Western Railroad Company, собираясь провести сюда железную дорогу от восточного побережья, командировала в эти места 5 человек, которые в 1890 году заложили город, названный «Нортон» в честь президента компании Louisville and Nashville Railroad (англ.) Экстейна Нортона. С 1891 года сюда начали ходить поезда, что вызвало быстрое развитие промышленности. 15 февраля 1894 года Нортон стал инкорпорированным городом.
6 апреля 1954 года Нортон получил статус города. Восемь лет спустя, в 1962 году, город Нортон аннексировал 3/5 квадратной мили земли округа округе Уайз — практически незанятой территории на северо-восточной стороне города, примыкающей к общине Эссервиль.

## География
Нортон расположен вдоль рек Пауэлл и Гест. Вся территория Нортона находится в пределах округа Уайз, но не является его частью.
По данным Бюро переписи населения США, город имеет общую площадь 19.46 км², большая часть которой представляет собой сушу.

## Демография

### Перепись 2020 года
| Раса/Этническая принадлежность                   | 2010  | 2020  | %2010   | %2020   |
| ------------------------------------------------ | ----- | ----- | ------- | ------- |
| Белокожие (НЛ)                                   | 3478  | 3223  | 87.87 % | 87.42 % |
| Афроамериканцы (НЛ)                              | 250   | 179   | 6.32 %  | 4.85 %  |
| Коренные американцы /коренные жители Аляски (НЛ) | 5     | 4     | 0.13 %  | 0.11 %  |
| Американцы азиатского происхождения (НЛ)         | 56    | 27    | 1.41 %  | 0.73 %  |
| Американцы с Океании (НЛ)                        | 0     | 0     | 0 %     | 0 %     |
| Другая раса (НЛ)                                 | 6     | 14    | 0.15 %  | 0.38 %  |
| Смешанная раса (НЛ)                              | 95    | 159   | 2.40 %  | 4.31 %  |
| Латиноамериканцы/Испаноязычные                   | 68    | 81    | 1.72 %  | 2.20 %  |
| Всего                                            | 3,958 | 3,687 | 100 %   | 100 %   |

Примечание: перепись населения США рассматривает испаноязычных/латиноамериканцев как этническую категорию. Эта таблица исключает латиноамериканцев из расовых категорий и выделяет их в отдельную категорию. Испаноязычные/латиноамериканцы могут быть любой расы.
По данным переписи населения 2000 года, в городе 1,730 домохозяйств, в 26,1 % которых проживают дети в возрасте до 18 лет. 43,0 % домашних хозяйств представляют собой супружеские пары, проживающие вместе, 15,7 % домашних хозяйств представляют собой одиноких женщин без супруга, 38,3 % домашних хозяйств не имеют отношения к семьям, 34,9 % домашних хозяйств состоят из одного
человека, и 14,3 % домашних хозяйств состоят из престарелых (65 лет и старше), проживающих в полном одиночестве.
В среднем размер домашнего хозяйства составляет 2,23 человека, а размер семьи — 2,89 человека.
Население города распределено по возрасту следующим образом: 21,8 % населения моложе 18 лет, 10,2 % от 18 до 24, 27,3 % от 25 до 44, 25,4 % от 45 до 64 и 15,3 % от 65 и старше. Средний возраст жителя округа составляет 39 лет. На каждые 100 женщин приходится 81.8 мужчин. На каждые 100 женщин старше 18 приходится 78.5 мужчин.
Средний доход домохозяйства составляет $22.788, а средний доход семьи — $30.889. Средний доход мужчин $30.000, тогда как у женщин — $23.229.
Доход на душу населения города составил $16.024. Примерно 19,1 % семей и 22,8 % населения находятся за чертой бедности.

## Правительство
Город Нортон расположен в 9-м избирательном округе Конгресса, который в настоящее время под управлением Моргана Гриффита. Что касается правительства штата, Нортон находится в 1-м округе Палаты представителей (Терри Килгор) и 38-м округе Сената (Трэвис Хакворт, ранее Бен Чафин, который умер от осложнений COVID-19).
С 2004 года Нортон уверенно голосовал за кандидата в президенты от республиканцев, увеличив отрыв до сорока процентов как в 2016, так и в 2020 годах.
В 2021 году Нортон проголосовал за Гленна Янгкина, а не за Терри Маколиффа с перевесом более чем в сорок пять процентов.
| Год  | Республиканцы | Республиканцы | Демократы     | Демократы | Третья сторона | Третья сторона |
| Год  | Проголосовало | %             | Проголосовало | %         | Проголосовало  | %              |
| ---- | ------------- | ------------- | ------------- | --------- | -------------- | -------------- |
| 2020 | 1,109         | 69.27 %       | 464           | 28.98 %   | 28             | 1.75 %         |
| 2016 | 1,021         | 69.93 %       | 383           | 26.23 %   | 56             | 3.84 %         |
| 2012 | 895           | 59.99 %       | 566           | 37.94 %   | 31             | 2.08 %         |
| 2008 | 744           | 49.21 %       | 743           | 49.14 %   | 25             | 1.65 %         |
| 2004 | 768           | 51.06 %       | 725           | 48.20 %   | 11             | 0.73 %         |
| 2000 | 639           | 41.76 %       | 867           | 56.67 %   | 24             | 1.57 %         |
| 1996 | 416           | 30.10 %       | 802           | 58.03 %   | 164            | 11.87 %        |
| 1992 | 472           | 30.49 %       | 871           | 56.27 %   | 205            | 13.24 %        |
| 1988 | 608           | 42.73 %       | 795           | 55.87 %   | 20             | 1.41 %         |
| 1984 | 806           | 48.32 %       | 842           | 50.48 %   | 20             | 1.20 %         |
| 1980 | 572           | 40.86 %       | 762           | 54.43 %   | 66             | 4.71 %         |
| 1976 | 577           | 40.35 %       | 811           | 56.71 %   | 42             | 2.94 %         |
| 1972 | 823           | 62.68 %       | 463           | 35.26 %   | 27             | 2.06 %         |
| 1968 | 495           | 39.07 %       | 555           | 43.80 %   | 217            | 17.13 %        |
| 1964 | 372           | 31.10 %       | 824           | 68.90 %   | 0              | 0.00 %         |
| 1960 | 549           | 51.02 %       | 526           | 48.88 %   | 1              | 0.09 %         |
| 1956 | 684           | 55.12 %       | 522           | 44.88 %   | 5              | 0.40 %         |

## Образование
Школы Нортон-Сити — школьное подразделение города, управляющее старшей школой имени Джона И. Бертона, начальной и средней школой Нортона.

## Известные люди
- Док Боггс[англ.] — музыкант и автор песеy
- Вернон Кроуфорд «Джек» Кук — музыкант в жанре блюграсс